# Samand
De Samand is een automodel van de Iraanse voertuigenbouwer Iran Khodro. Het woord Samand is de Perzische naam voor een bepaald paardenras. In Iran kost de auto ongeveer € 10.500. De Samand volgde op de decennialang geproduceerde Paykan en wordt gebouwd op het platform van de Peugeot 405. Van die laatste gebruikt de Samand ook de aandrijving en de 1,8 l I4.
Ongeveer 85% van de onderdelen worden in Iran zelf gemaakt. In 2005 stelde Iran Khodro een aantal nieuwe motoren voor die zowel op gewone benzine als op aardgas kunnen werken.
De Samand wordt ook gebouwd in Wit-Rusland en Azerbeidzjan. Via joint ventures produceert of plant Iran Khodro hem ook te produceren in China, Senegal, Syrië, Venezuela en Vietnam. De merknaam Samand werd internationaal geregistreerd en Iran Khodro is het eerste Iraanse bedrijf dat die stap heeft gezet. Het bedrijf wil met de Samand buitenlandse markten in onder andere Afrika, Azië, Oost-Europa en Zuid-Amerika aanboren. Iran Khodro wil tegen 2010 een kwart van de Samand-productie exporteren.

## Versies
- Samand 85
- Samand Coupe
- Samand LX
- Samand Pardis
- Samand Sarir (verlengde versie)
- Samand Soren
- Samand Zoubin